# Rudolf Žgur
Rudolf Žgur, slovenski rimskokatoliški duhovnik in kulturni delavec, * 15. januar 1916, Kazlje, † 30. junij 1986, Petrinje.

## Življenje in delo
Po končani ljudski šoli v Tomaju je hodil na gimnazijo v Gorico in deloma v Koper, kjer je leta 1938 maturiral. Bogoslovje je študiral v Gorici, v duhovnika pa je bil posvečen 30. maja 1942 v Trstu. Njegovo duhovniško delo in življenje je bilo posvečeno vernikom Slovenske Istre. Prvo službo je nastopil v Podgorju in tu ostal 21 let. V letih 1963−1965 je bil župnik v 
Šmarjah, od 1965 do smrti pa v Ospu. Žgur je bil preprost, skromen in vzoren duhovnik, ki je vestno opravljal svojo dolžnost in skrbel za cerkvena poslopja
ter prosvetno delovanje v vseh župnijah kjer je služboval. Umrl je v prometni nesreči, ko se je z motorjem peljal k prijatelju župniku Alojzu Kocjančiču v Klanec pri Kozini. 